# Vittore Crivelli

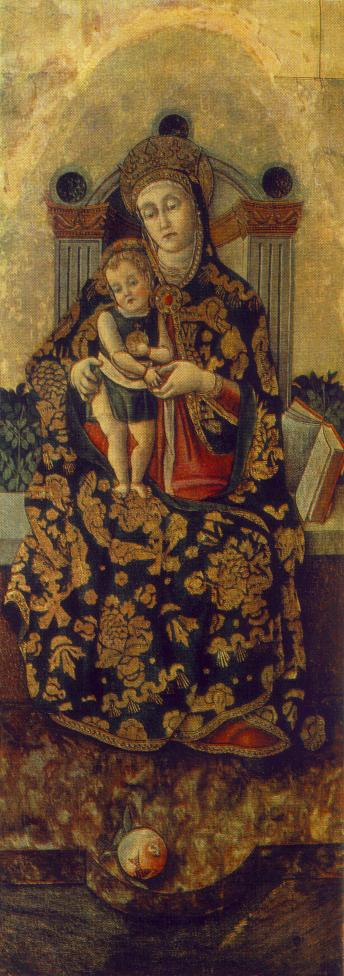
Thronende Madonna

Vittore Crivelli (* um 1440 in Venedig; † um 1501/02 in Fermo) war ein italienischer Maler.

## Leben
Er war ein jüngerer Bruder des Malers Carlo Crivelli, unter dessen Einfluss er sich bildete und in dessen Werkstatt er seine ersten künstlerischen Schritte tat. Er begleitete diesen wahrscheinlich gegen Ende der 1450er-, Anfang der 1460er-Jahre erst nach Zara in Dalmatien, wo er noch 1465 erwähnt wird und folgte ihm dann in die Marken.
Bei einigen wenigen, noch heute erhaltenen Bildern wird eine Zusammenarbeit der beiden Künstler angenommen. 1481 wird Vittore erstmals in einem Vertrag für ein Gemälde erwähnt, das er für die Kirche Notre-Dame von Loreto in Montelparo malte. Von 1487 bis 1501 lebte er in Fermo, wo er vorwiegend für Kirchen in den kleineren Städten in den Marken arbeitete.
Vittores Bilder stehen in der Tradition der Werke des Carlo Crivelli. Vittore aber hielt eher an einer alten, strengeren Bildersprache festhielt und setzte im Ganzen auf weniger dramatische Kompositionen.

## Ausgewählte Werke
- Altenburg, Lindenau-Museum
  - Heiliger (Der heilige Johannes der Evangelist?)
- Amsterdam, Rijksmuseum Inv. SK-A-3390
  - Der heilige Ludwig von Frankreich[3]
  - Der heilige Bonaventura[4]
- Bergamo, Accademia Carrara
  - Beweinung Christi (Pietà), 1480–1500.
- Bloomington (Indiana), Indiana University, Sidney and Lois Eskenazi Museum of Art, Inv. 62.157
  - Krönung Mariae, um 1497.[5]
- Budapest, Szépművészeti Múzeum Inv. 4214
  - Madonna mit Kind[6]
- El Paso, El Paso Museum of Art
  - Der heilige Franziskus, um 1490.
- London, Victoria & Albert Museum
  - Der heilige Hieronymus, 1481.
  - Die heilige Katharina, 1481.
- Monte San Martino, San Martino
  - mit Carlo Crivelli: Polyptychon: Maria mit dem Kinde und Heiligen, ca. 1477–1480
- Moskau, Puschkin-Museum
  - Polyptychon: Thronende Maria mit dem Kinde und Heiligen.
- Nashville, Vanderbilt University Fine Arts Gallery Inv. 1979.0651P[7]
  - Heiliger Bischof (der heilige Ludwig von Toulouse, der heilige Bonaventura oder der heilige Emidius), um 1490.
- New York, Metropolitan Museum of Art
  - Inv. 41.100.32: Thronende Maria mit dem Kind, zwei Engeln und einem Stifter[8]
  - Inv. 1982.60.6: Maria mit dem Kinde und zwei Engeln[9]
- Oxford, Ashmolean Museum
  - Die heilige Katharina von Alexandrien
- Rolandseck, Arp Museum Bahnhof Rolandseck, Leihgabe Sammlung Rau für UNICEF
  - Beweinung Christi (Pietà), um 1460[10]
- San Severino Marche, Pinacoteca Comunale
  - Der heilige Bernhard von Siena
- Tucson, University of Arizona Museum of Art
  - Beweinung Christi (Pietà), um 1481.
- Vaduz, Sammlungen des Fürsten von Liechtenstein
  - Madonna mit Kind, um 1460–1465.